# Gustaf Brandes
Gustaf Brandes, född 1798, var en cellist vid Kungliga hovkapellet.

## Biografi
Gustaf Brandes föddes 1798. Han anställdes den 15 oktober 1816 som cellist vid Kungliga hovkapellet i Stockholm och slutade den 1 juli 1818. Brandes var även musikdirektör vid Norra skånska infanteriregementet.